# Сергеев, Василий Данилович
Василий Данилович Сергеев (1908—1955) — генерал-лейтенант Советской Армии, участник Великой Отечественной войны.

## Биография
Василий Сергеев родился в 1908 году. В сентябре 1924 года он был призван на службу в Рабоче-крестьянскую Красную Армию. С 1930 года служил в артиллерийских частях противовоздушной обороны Военно-морского флота СССР и береговой обороны. Член ВКП (б) с 1929 года.
В годы Великой Отечественной войны Сергеев возглавлял Управление противовоздушной обороны Военно-морского флота СССР. 17 июня 1942 года ему было присвоено звание генерал-майора артиллерии, а 5 ноября 1944 года — генерал-лейтенанта артиллерии.
После окончания войны до 1951 года продолжал руководить тем же Управлением. В 1951 году Сергеев окончил Военную академию Генерального штаба и был назначен начальником штаба противовоздушной обороны Военно-морского флота СССР. С 1954 года он занимал должность заместителя начальника зенитной артиллерии противовоздушной обороны Военно-морского флота СССР.
Скончался в 1955 году, похоронен на Новодевичьем кладбище Москвы.
Был награждён орденом Ленина, тремя орденами Красного Знамени (1942 г., 31.5.1944 г., 3.11.1944 г.),  Нахимова 1-й степени (28.06.1945), рядом медалей.